# Giuseppe Nicolini (Komponist)

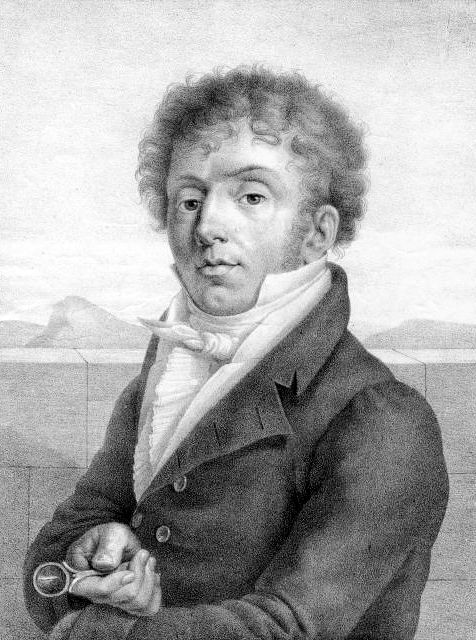
Giuseppe Nicolini 1825

Giuseppe Nicolini oder Niccolini (* 29. Januar 1762 in Piacenza; † 18. Dezember 1842 ebenda) war ein italienischer Opernkomponist.

## Leben

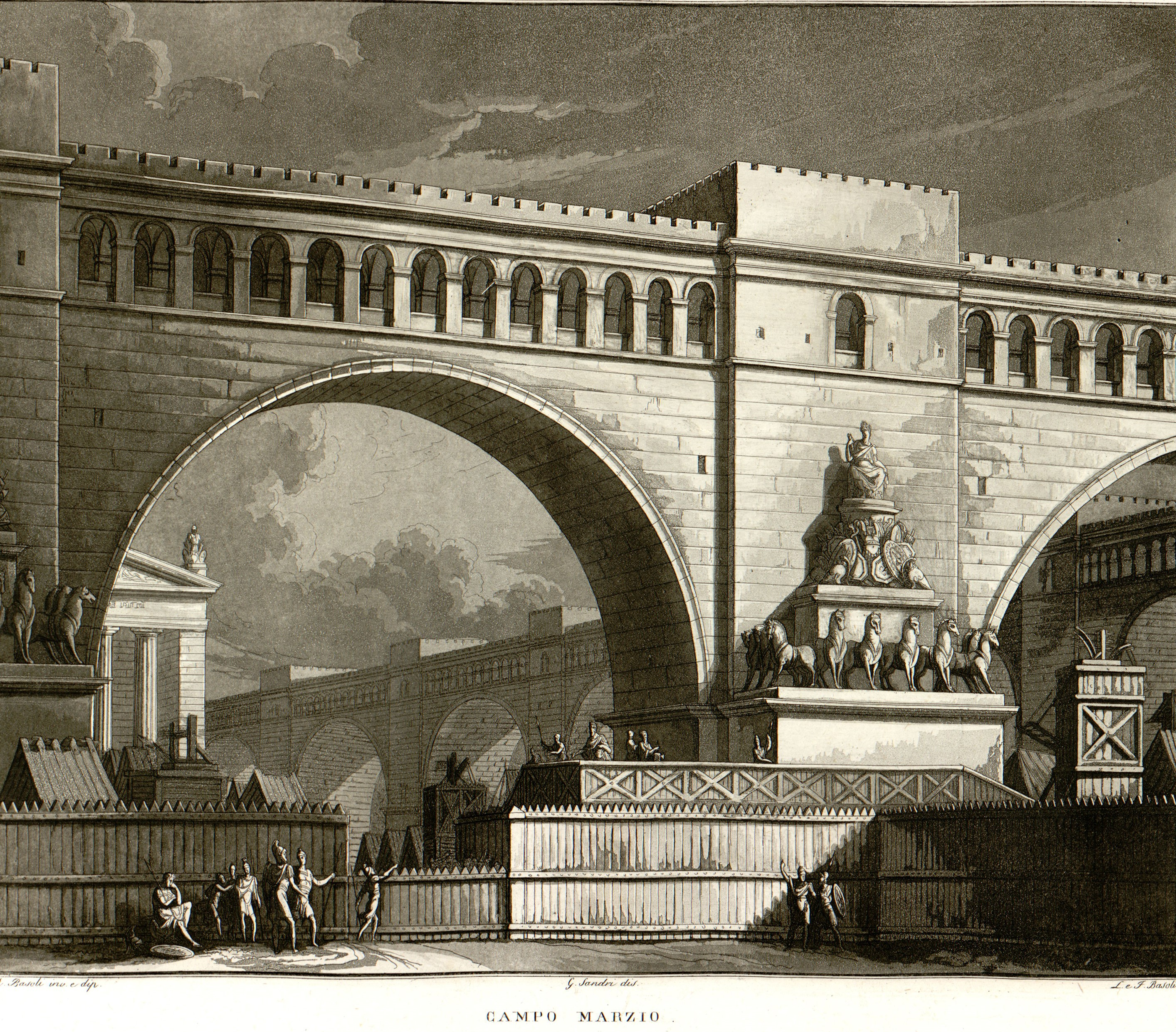
Bühnenbildentwurf für I Baccanali di Roma (Mailand 1819)

Nicolini gilt als einer der produktivsten Komponisten seiner Zeit, er schrieb alles in allem 45 Opern. Er studierte in Neapel und begann unmittelbar nach dem Studium Opern zu komponieren. Mit den Baccanali di Roma (1801) hatte er seinen Durchbruch, und im nächsten Jahrzehnt wurde er schnell zu einem der beliebtesten Opernkomponisten Italiens. Im Jahr 1811 besuchte er Wien und seine beiden dort aufgeführten Opern Le nozze dei Morlacchi und Quinto Fabio Rutiliano wurden vom Publikum bestens aufgenommen. In der Oper I baccanali di Roma hatte Angelica Catalani als Fecennia ihr Debüt, deren Part er direkt für die Sängerin schrieb, für die es ihr erster großer Triumph wurde.
Anschließend begann sein Stern aufgrund von Gioachino Rossinis Erfolgen schnell zu sinken. Zum Ausgleich konnte er sich in der Musikszene seiner Heimatstadt engagieren. Ab 1819 verschrieb er sich primär dem Schaffen religiöser Musik. 1842 starb er fast mittellos.
Nicolini verwendet das Orchester mit großem Geschick. Oft schrieb er etwas freier, als es die Regeln gefordert hätten. Mit zunehmendem Alter galt er als ein Meister seiner Kunst, der heute zwar eher unbekannt ist, den es aber zu entdecken gilt.

## Opern
- La famiglia stravagante (dramma giocoso, Libretto von Giuseppe Petrosellini, Parma, Teatro Ducale, 1793)
- Gli inganni amorosi (dramma giocoso, Libretto von Antonio Porcieri, Piacenza 1794, mit anderen Autoren)
- Il principe spazzacamino (dramma giocoso in einem Akt, Libretto von Giuseppe Maria Foppa, Genua, Teatro Sant’Agostino, Frühjahr 1794)
- I molinari (intermezzo in einem Akt, Libretto von Cosimo Mazzini, Genua, Teatro Sant’Agostino, Frühjahr 1794)
- Le nozze campestri (opera buffa in zwei Akten, Libretto von Francesco Marconi, Mailand, Teatro alla Scala, 13. September 1794)
- Artaserse (opera seria in drei Akten, Libretto von Pietro Metastasio, Venedig, Teatro La Fenice, 14. November 1795) mit Luigi Marchesi
- La donna innamorata (dramma giocoso in zwei Akten, Libretto von Giovanni Bertati, Venedig, Teatro San Moisè, 28. Januar 1796)
- Alzira (opera seria in zwei Akten, Libretto von Gaetano Marrè, Genua, Teatro Sant’Agostino, 26. Dezember 1796)
- La clemenza di Tito (opera seria in drei Akten, Libretto von Pietro Metastasio, Livorno, Teatro degli Avvalorati, Sommer 1797)
- I due fratelli ridicoli (Li fratelli ridicoli) (dramma giocoso in zwei Akten, Libretto von Filippo Livigni, Rom, Teatro Valle, Herbst 1798)
- Bruto (opera seria in zwei Akten, Libretto von Gaetano Marrè, Genua, Teatro Sant’Agostino, 26. Dezember 1798)
- Gli Sciti (opera seria in zwei Akten, Libretti von Gaetano Rossi, Mailand, Teatro alla Scala, 21. Januar 1799)
- Il trionfo del bel sesso ossia La forza delle donne (opera buffa in zwei Akten, Libretto von Luigi Romanelli, Mailand, Teatro alla Scala, 20. August 1799)
- Indatiro (opera seria in zwei Akten, Genua, Teatro Sant’Agostino, Karneval 1800)
- Il medico d’Ischia (melodramma, Palermo, Teatro Santa Cecilia, Karneval 1800)
- La finta erede (melodramma giocoso, Palermo, Teatro Santa Cecilia, Karneval 1800)
- I baccanali di Roma (opera seria in zwei Akten, Libretto von Luigi Romanelli, Mailand, Teatro alla Scala, 21. Januar 1801 mit Angelica Catalani und Adamo Bianchi)
- Il conte di Lenosse (melodramma eroico in zwei Akten, Libretto von Gaetano Rossi, Parma, Teatro Ducale, 1801)
- I Manli (I Manlii) (opera seria in zwei Akten, Libretto von Antonio Sografi, Mailand, Teatro alla Scala, 26. Dezember 1801)
- La selvaggia nel Messico (dramma serio per musica in zwei Akten, Libretto von Michelangelo Prunetti, Bologna, Teatro Comunale, 1. September 1803)
- Fedra ossia Il ritorno di Teseo (opera seria in drei Akten, Libretto von Michelangelo Prunetti, Rom, Teatro Argentina, 26. Dezember 1803)
- Il geloso sincerato (farsa in zwei Akten, Libretto von Giovanni Battista Lorenzi, Neapel, Teatro Nuovo, Frühjahr 1804)
- Peribea e Telamone (opera seria in zwei Akten, Libretto von Domenico Chelli, Neapel, Teatro San Carlo, 30. Mai 1804)
- Gli incostanti nemici delle donne (commedia in zwei Akten, Neapel, Teatro Nuovo, Herbst 1804)
- Le nozze inaspettate (opera buffa, Neapel, Teatro Nuovo, Herbst 1805)
- Abenamet e Zoraide (opera seria in zwei Akten, Libretto von Luigi Romanelli, Mailand, Teatro alla Scala, 26. Dezember 1805 mit Giuseppe Siboni)
- Traiano in Dacia (opera seria in zwei Akten, Libretto von Michelangelo Prunetti, Rom, Teatro Argentina, 3. oder 7. Februar 1807)
- Le due gemelle (farsa in einem Akt, Rom, Teatro Valle, 7. Januar 1808)
- Coriolano ossia L’assedio di Roma (opera seria in zwei Akten, Libretto von Luigi Romanelli, Mailand, Teatro alla Scala, 26. Dezember 1808 mit Isabella Colbran und Giovanni Battista Velluti)
- Dario Istaspe (opera seria in zwei Akten, Libretto von Jacopo Durandi, Turin, Théâtre Impérial/Teatro Regio di Torino, 20. Januar 1810 mit Adelaide Malanotte und Andrea Nozzari)
- Angelica e Medoro ossia L’Orlando (opera seria in zwei Akten, Libretto von Gaetano Sertor nach Pietro Metastasios Angelica, Turin, Théâtre Impérial/Teatro Regio di Torino, 26. Dezember 1810 mit Giovanni Battista Velluti)
- Abradate e Dircea (opera seria in zwei Akten, Libretto von Luigi Romanelli, Mailand, Teatro alla Scala, 29. Januar 1811)
- Quinto Fabio (Quinto Fabio Rutiliano) (opera seria in zwei Akten, Libretto von Giuseppe Rossi, Wien, Theater am Kärntnertor, 24. April 1811)
- La casa dell’astrologo (dramma giocoso in zwei Akten, Libretto von Luigi Romanelli, Mailand, Teatro alla Scala, 17. August 1811)
- Le nozze dei Morlacchi (I Morlacchi) (opera seria in zwei Akten, Wien, Theater am Kärntnertor, 1811)
- La feudataria, ossia Il podestà ridicolo (dramma giocoso in zwei Akten, Piacenza, Teatro Nuovo, 18. Januar 1812)
- Mitridate (opera seria in drei Akten, Libretto von Apostolo Zeno, Mailand, Teatro alla Scala, 1812)
- Carlo Magno (Witikindo) (opera seria in zwei Akten, Libretto von Antonio Peracchi, Piacenza Teatro Nuovo, Februar 1813)
- Il Tamerlano (opera seria in zwei Akten, Libretto von Filippo Tarducci, Rom, Teatro Valle, Herbst 1813)
- L’ira di Achille (dramma musicale serio in zwei Akten, Libretto von Felice Romani, Mailand, Teatro alla Scala, 26. Dezember 1814)
- Adolfo (opera seria in zwei Akten, Libretto von Antonio Peracchi, Venedig, Teatro San Benedetto, 23. Juni 1815)
- Balduino duca di Spoleti (opera seria in zwei Akten, Libretto von Antonio Peracchi, Venedig, Teatro Vendramin di San Luca, Frühjahr 1816)
- Giulio Cesare nelle Gallie (opera seria in zwei Akten, Libretto von Michelangelo Prunetti, Rom, Teatro Argentina, 17. Januar 1819)
- La conquista di Granata (melodramma serio in zwei Akten, Libretto von Luigi Romanelli, Venedig, Teatro La Fenice, 26. Dezember 1820) mit Giuditta Pasta und Gaetano Crivelli
- L’eroe di Lancastro (opera seria in zwei Akten, Libretto von Gaetano Rossi, Turin, Teatro Regio di Torino, 3. Februar 1821)
- Annibale in Bitinia (dramma eroico in zwei Akten, Libretto von Luigi Prividali, Padova, Teatro Nuovo, 13. Juni 1821)
- Aspasia e Agide (opera seria in drei Akten, Libretto von Luigi Romanelli, Mailand, Teatro alla Scala, 8. Mai 1824 mit Giovanni Battista Verger)
- Amina o L’innocenza perseguitata (Libretto von Felice Romani, Mailand, Teatro alla Scala, 1824)
- Teuzzone (Il Teuzzone) (opera seria in zwei Akten, Libretto von Apostolo Zeno, Turin, Teatro Regio di Torino, 22. Januar 1825 geleitet von Giovanni Battista Polledro mit Nicola Tacchinardi)
- Ilda d’Avenel ossia La Dama bianca (opera seria in zwei Akten, Libretto von Gaetano Rossi, Bergamo, Teatro Riccardi, 14. August 1828)
- Malek Adel (opera seria in zwei oder drei Akten von Gaetano Rossi, Verona, Teatro Filodrammatico, 8. Februar 1830)
- Il trionfo di Manlio (melodramma eroico in zwei Akten, Piacenza, Teatro Municipale, 22. Januar 1833)
- Teodosia (opera seria, Libretto von G.M. Marini, Neapel, Teatro San Carlo, Herbst 1840)

## Diskographie
- G. Nicolini: L’amor Mognaio. Interpreten: Patrizia Zanardi, Francesca Lansa, Davide Rocca, Manuel Pierattelli, Lee Won Jun, Matteo Mazzoli, Fabrizio Dorsi. Aufgenommen im Teatro Municipale di Piacenza. Welterstaufnahmen, 2007
- G. Nicolini: Il geloso sincerato. Interpreten: Tanabe Orie, Roberta Mameli, Francesca Cassinari, Gian Luca Pasolini, Valentino Salvini, Mauro Bonfanti, Sang Ouk Park, Fabrizio Dorsi. Aufgenommen im Teatro Municipale di Piacenza. Welterstaufnahmen, 2006
- G. Nicolini: Pagine scelte dalla „Cantata di Dafni e Fille“ (zusammen mit Johann Simon Mayr: Pagine scelte dall’opera inaugurale „Zamori ossia l’Eroe delle Indie“). Interpreten: Emanuela Moreschi, Sopran; Mario Genesi, Klavier. Welterstaufnahmen, 2003, „per il Bicentenario di edificazione del Teatro Municipale di Piacenza.“